# کلیفوود بیچ (نیوجرسی)
کلیفوود بیچ (به انگلیسی: Cliffwood Beach) یک منطقهٔ مسکونی در ایالات متحده آمریکا است که در ابردین، نیوجرسی واقع شده‌است. کلیفوود بیچ ۲٫۴۸۶ کیلومتر مربع مساحت و ۳٬۱۹۴ نفر جمعیت دارد و ۱۸ متر بالاتر از سطح دریا واقع شده‌است.